# Вінсент із Бове
 Вінсент із Бове (фр. Vincent de Beauvais; 1184, Боран-сюр-Уаз, Франція — 1264, Ройомон) — французький домініканський монах, католицький богослов, енциклопедист, філософ та педагог.

## Біографія
Народився 1184 (1194) року в Боран-сюр-Уазі.
Близько 1228 року вступив до ордену домініканців, близько 1246 року став субпріором домініканського монастиря в Бове. З кінця 1240-х років був прийнятий до двору французького короля Людовика IX як бібліотекар та капелан.
Помер 1264 року в абатстві «Ройомон».

## Праці

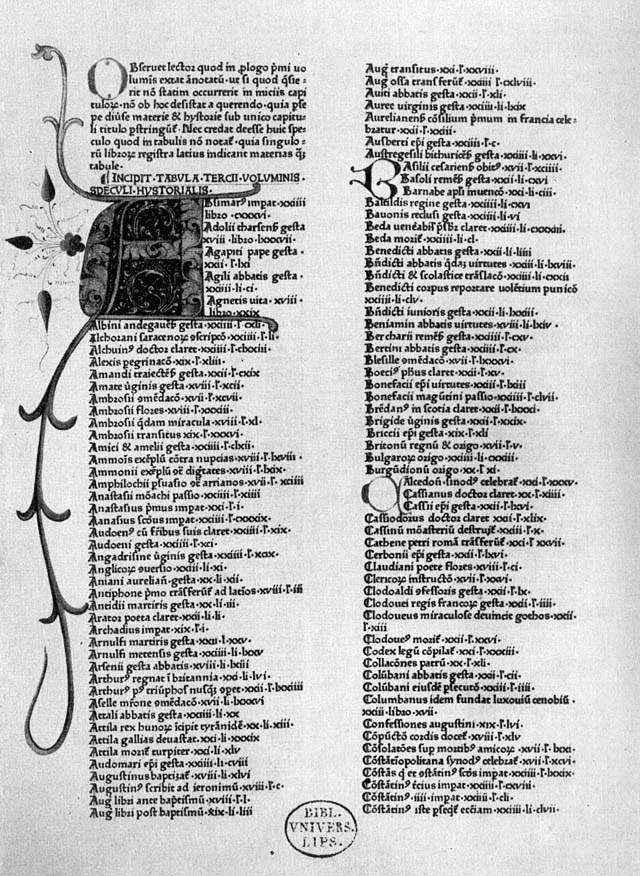
«Speculum majus»

Головною працею Вінсента є універсальна енциклопедія гігантського обсягу «Зерцало велике» (Speculum majus). Енциклопедія складається з 4 частин:
- Зерцало природне (Speculum naturale)
- Зерцало віронавчальне (Speculum doctrinale)
- Зерцало історичне (Speculum historiale)
- Зерцало моральне (Speculum morale)

Енциклопедія містила багато інформації з філософії, історії, природничих наук. У ній коментувалися уривки з античних авторів, богословські труди. Загалом «Велике зерцало» являє собою систематизацію знань того часу з різних питань. Написана латиною, складається з 80 книг і 9885 глав. Це найзначніша енциклопедія Середньовіччя.
У першій частині розглянуто широке коло природничих дисциплін — астрономію, алхімію, біологію тощо. У другій ідеться про богословські питання; у третій розглянуто історію людства від створення світу до 1254 року; в четвертій — підіймаються питання моральності та моралі.
Енциклопедія була перекладена на безліч мов і мала великий вплив та авторитет протягом декількох століть.
Іншими роботами Вінсента є «Про напучування дітей знатних громадян» (De eruditione filorum nobilum) і «Про моральне напучування правителя» (De morale principis instutione).
Трактат «Про напучування дітей знатних громадян», створений близько 1246 року, розглядає такі питання: як знайти хорошого вчителя, що заважає і що сприяє навчанню, про спосіб навчання та переваги навчання в ранньому віці тощо. Впродовж деякого часу Вінсент з Бове був ченцем в цистерціанському монастирі Ройомон неподалік від Парижа, де читав лекції та прагнув донести до слухачів найкраще з античної та християнської спадщини. Трактат «Про напучування дітей знатних громадян» був написаний для допомоги придворним вчителям на прохання королеви.